# 環城大道 (維也納)

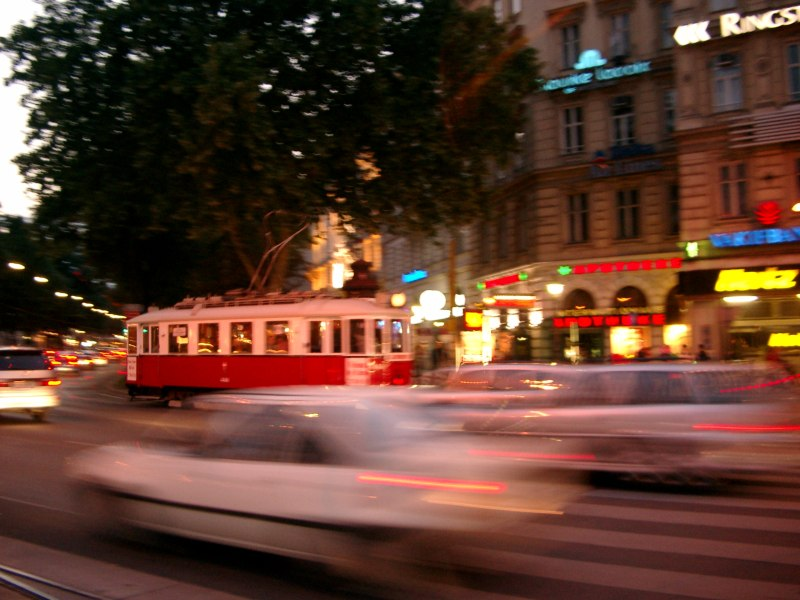
夜间的环城大道

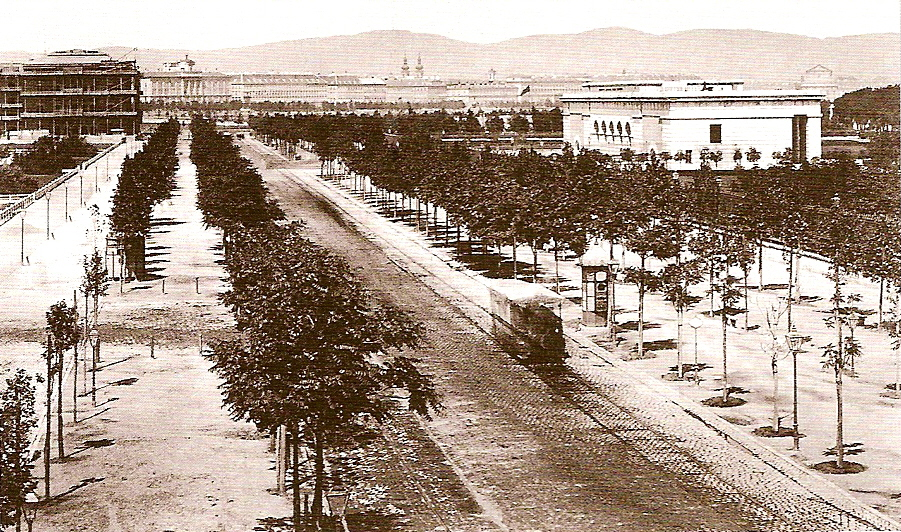
1872年的环城大道

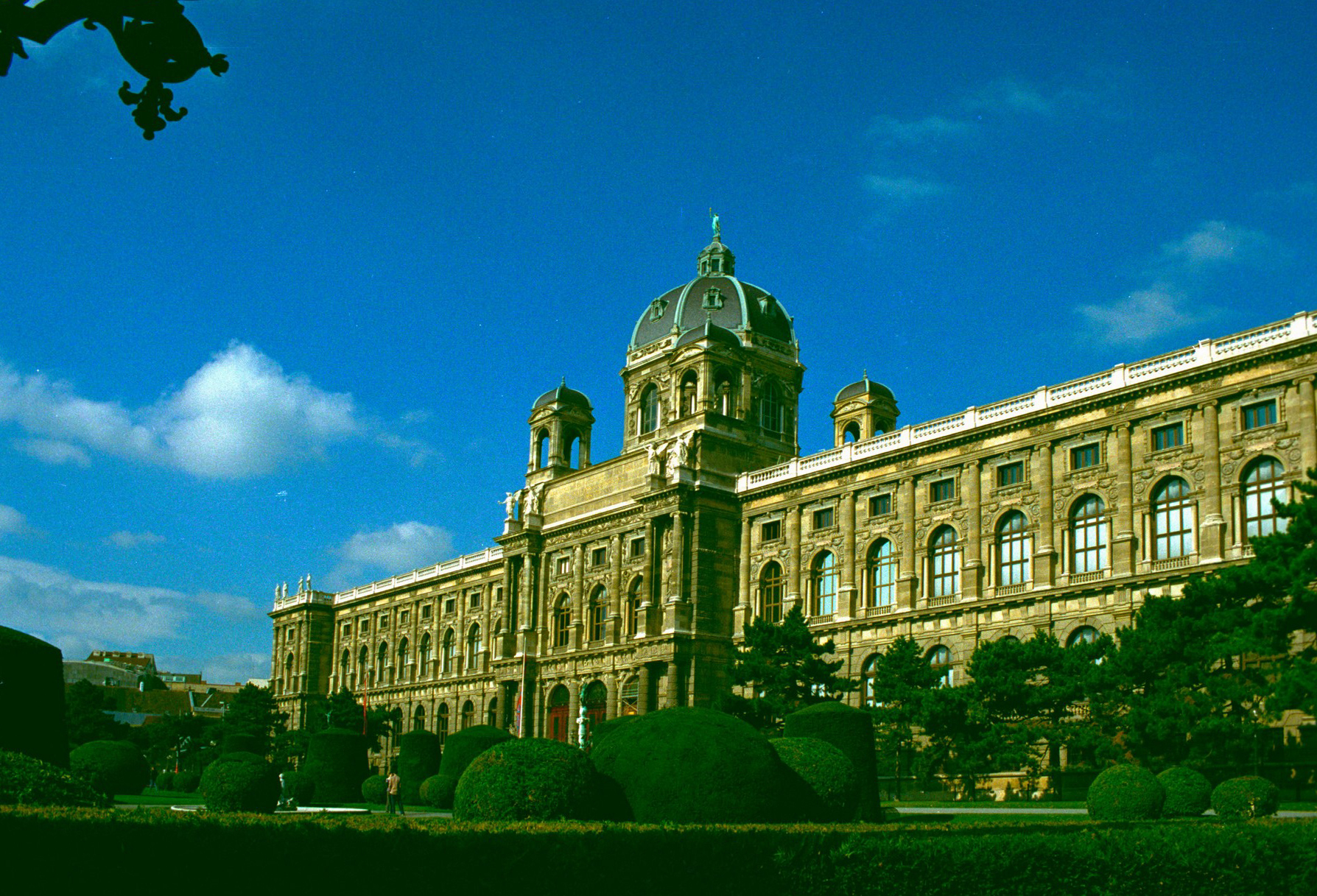
维也纳自然史博物馆

环城大道（德語：Ringstraße）是环绕奥地利首都维也纳内城区的一条环形道路，也是该市主要的观光景点之一。

## 历史
环城大道的历史最早可以追溯到13世纪的城墙，用释放英格兰狮心王理查一世的赎金修建，1529年土耳其围攻维也纳时进行了加固，并修筑了大约500米宽的壕沟。到18世纪后期，这样的防御工事已经过时，但是直到1848年革命才引发了根本性的改变。
1850年，Vorstädte（今天维也纳的第二区到第六区）被并入维也纳市，城墙成了交通的障碍。1857年，弗朗茨·约瑟夫皇帝颁布诏书《这是我的意志》(Es ist Mein Wille)，下令拆除城墙，填平护城河，并规定了大道的精确尺寸，以及地理位置和新建筑的功能。环城大道和规划的建筑是为了展示哈布斯堡王朝的显赫和奥匈帝国的荣耀。法国皇帝拿破仑三世在巴黎修建的林荫大道已经证明了：拓宽街道有效地阻止了革命者设置路障。
由于环城大道主要用于展示，为顺时针单行三车道，于是在过去的壕沟以外又修建了一条平行的货运道路Lastenstraße，至今对于市内交通仍很重要。
在帝国政府与市政当局的权限之间产生了争议。于是创设了“城市扩展基金”，由帝国政府掌管，只有维也纳市政厅由市政当局负责实施。
在随后年代中，兴建了大量公用和私人建筑，贵族和富豪们都竞相沿街修建豪华的府第，其中最早的有砖块制造商Heinrich von Drasche-Wartinberg的Heinrichshof，位于维也纳国家歌剧院对面，1945年在维也纳盟军轰炸中被毁。
据称弗洛伊德每天都在环城大道散步。

## 建筑
大部分建筑兴建于1870年以前。

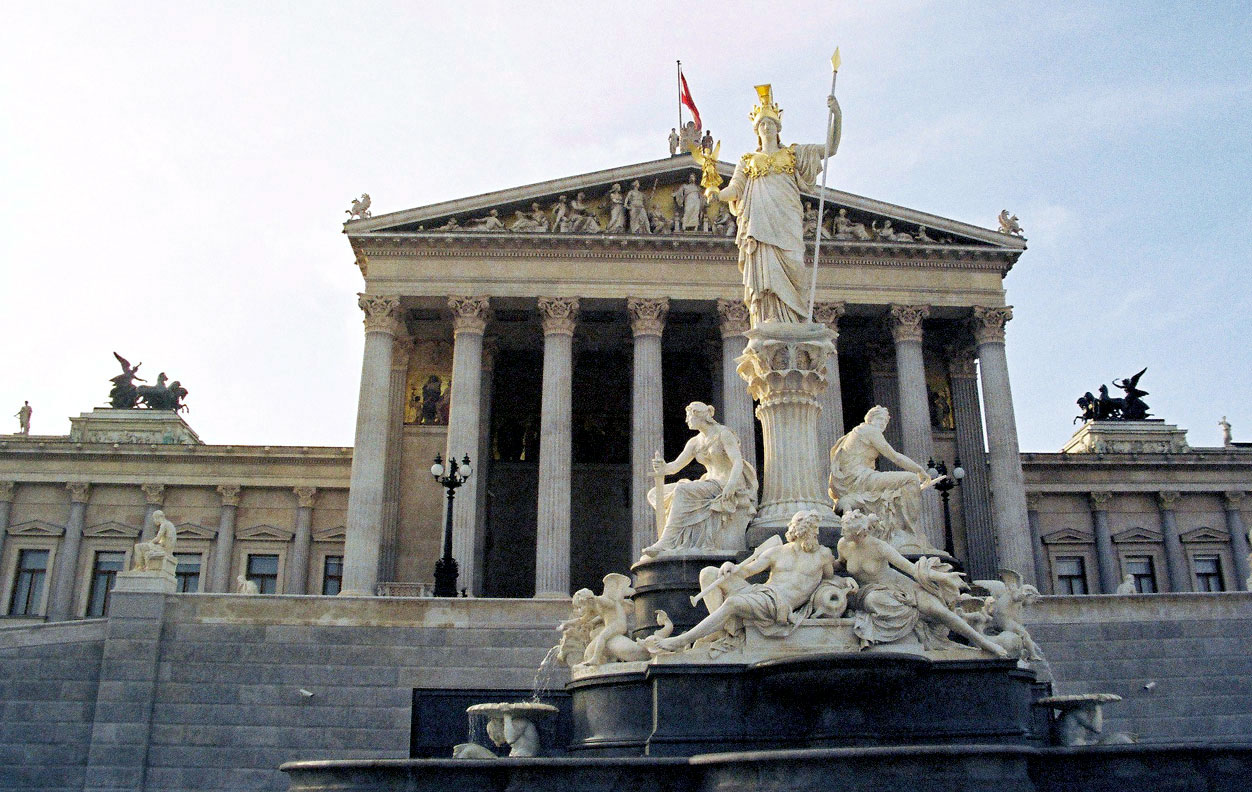
国会大厦

- K.u.K. Hofoper（今维也纳国家歌剧院），新浪漫主义
- 维也纳美术学院
- 維也納司法宮，新文藝復興式
- 奥地利国会大厦，新古典式
- 维也纳市政厅  佛兰德-哥特式
- 城堡剧院
- 维也纳大学，新文艺复兴式
- 沃蒂夫教堂，新哥特式
- 老证券交易所
- Ringturm，现代1950年代风格
- 乌剌尼亚天文台，
- 国防部（今Regierungsgebäude），新巴洛克式
- 奥地利邮政储蓄银行
- 应用艺术博物馆，新文艺复兴式
- 帝国酒店（符腾堡宫）
- 环城大道美术馆，现代式
- 谢伊·柯罗姆拉宫
- 埃弗吕西宫

唯一的宗教建筑是沃蒂夫教堂，1853年弗朗茨·约瑟夫皇帝遭遇暗杀而保全性命，于是兴建这座教堂感谢天主的护佑。
新霍夫堡是霍夫堡皇宫的扩建部分，今天设有民族学博物馆和奥地利国立图书馆。在街道对面，是艺术史博物馆和自然史博物馆。英雄广场和玛丽亚·特蕾西亚广场将组成“皇帝广场”。不过，这一计划由于资金不足而被搁置。
建筑工程直到1913年国防部的完成才结束。当时，“戒指路风格”已经稍显过时。
环狀大道上慷慨地设置了大片绿地和树木，包括市立公园以及库沙龙（Kursalon）、城堡公园、人民公园和市政厅公园，以及许多广场，例如施瓦岑贝格广场、席勒广场、玛丽亚·特蕾西亚广场和英雄广场。沿街还散布许多雕塑，包括歌德、席勒、玛丽亚·特蕾西亚、欧根亲王、卡尔大公 (奥地利-特申)，奥地利第一共和国的创立者，雅典娜，约瑟夫·拉德茨基·冯·拉德茨以及小约翰·施特劳斯等等。
最大的灾祸是1881年戒指剧院火灾，造成300人丧生。随后拆除改建为 Sühnhof，由弗朗茨·约瑟夫皇帝揭幕。毁于1945年轰炸，今天此处是市警察总部。
二战中受到重创的建筑物还有歌剧院、对面的建筑Heinrichshof（1950年代代之以 Kärtnerhof）。乌拉尼亚天文台、国防部和国会大厦受到重创，城堡剧院坍塌。位于弗朗茨·约瑟夫凯大街著名的Metropol Hotel完全被毁，代之以纳粹受害者纪念碑。

## 分段
環城大道环绕维也纳旧城，除了东北面（沿着多瑙运河的是弗朗茨-约瑟夫-Kai）。从弗朗茨-约瑟夫-Kai北端的Ringturm开始，環城大道分为以下几段：
- 苏格兰修道院環城大道（Schottenring）
- 大学環城大道（Universitätsring）
- 卡尔·伦纳環城大道（Dr.-Karl-Renner-Ring）
- 宫殿環城大道（Burgring）
- 歌剧院環城大道（Opernring）
- 克恩滕環城大道（Kärntner Ring）
- 舒伯特環城大道（Schubertring）
- 公园環城大道（Parkring）
- 史圖本環城大道（Stubenring）